# ریکاردو پالما
ریکاردو پالما (به اسپانیایی: Ricardo Palma) (زاده ۱۸۳۳ -درگذشته ۱۹۱۹) نویسنده، نمایش‌نامه‌نویس و روزنامه‌نگار اهل پرو و از مهم‌ترین و اثرگذارترین نویسندگان آمریکای لاتین در قرن نوزدهم است.
وی با نوشتن داستان‌های کوتاه و طنزآمیز دربارهٔ دوران استعمار پرو نوع ادبی جدیدی را به وجود آورد. این نوع ادبی (ژانر) با الهام از تاریخ، با چاشنی تخیل و با هدف سرگرم کردن و تعلیم خواننده نوشته می‌شود.
وی در سال ۱۸۶۰ به شیلی تبعید شد و سه سال در آن‌جا ماند. پس از جنگ میان پرو و شیلی و ویرانی کتاب‌خانه ملی پرو، پالما در سال ۱۸۸۳ به ریاست این کتاب‌خانه گمارده شد و سال‌های بسیاری در احیای آن کوشید.